# Oghamsteine von Dunloe

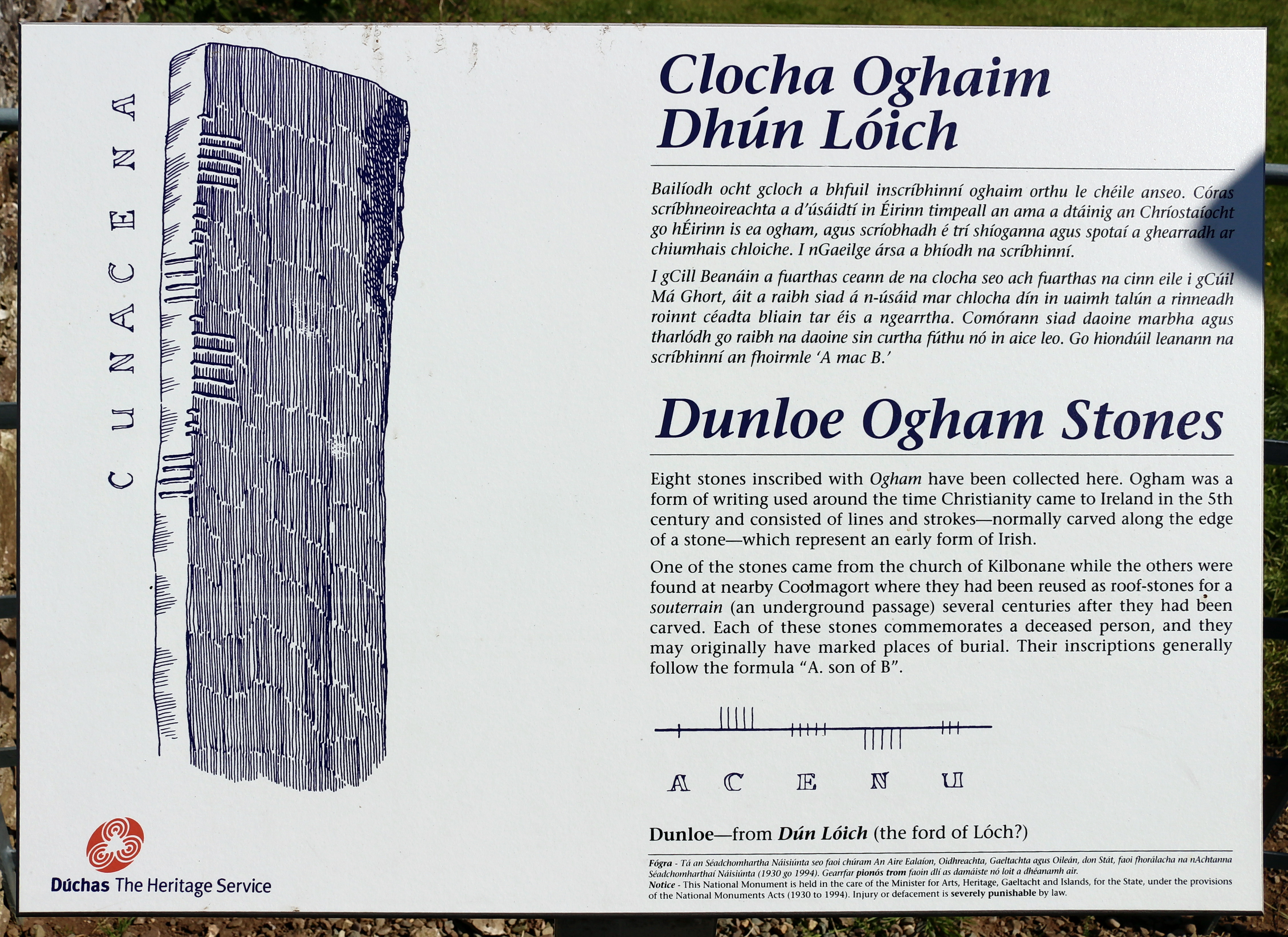
Oghamsteine von Dunloe

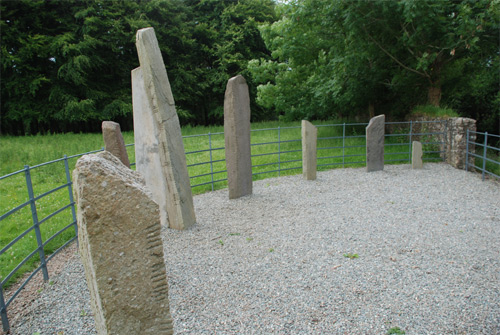
Oghamsteine von Dunloe

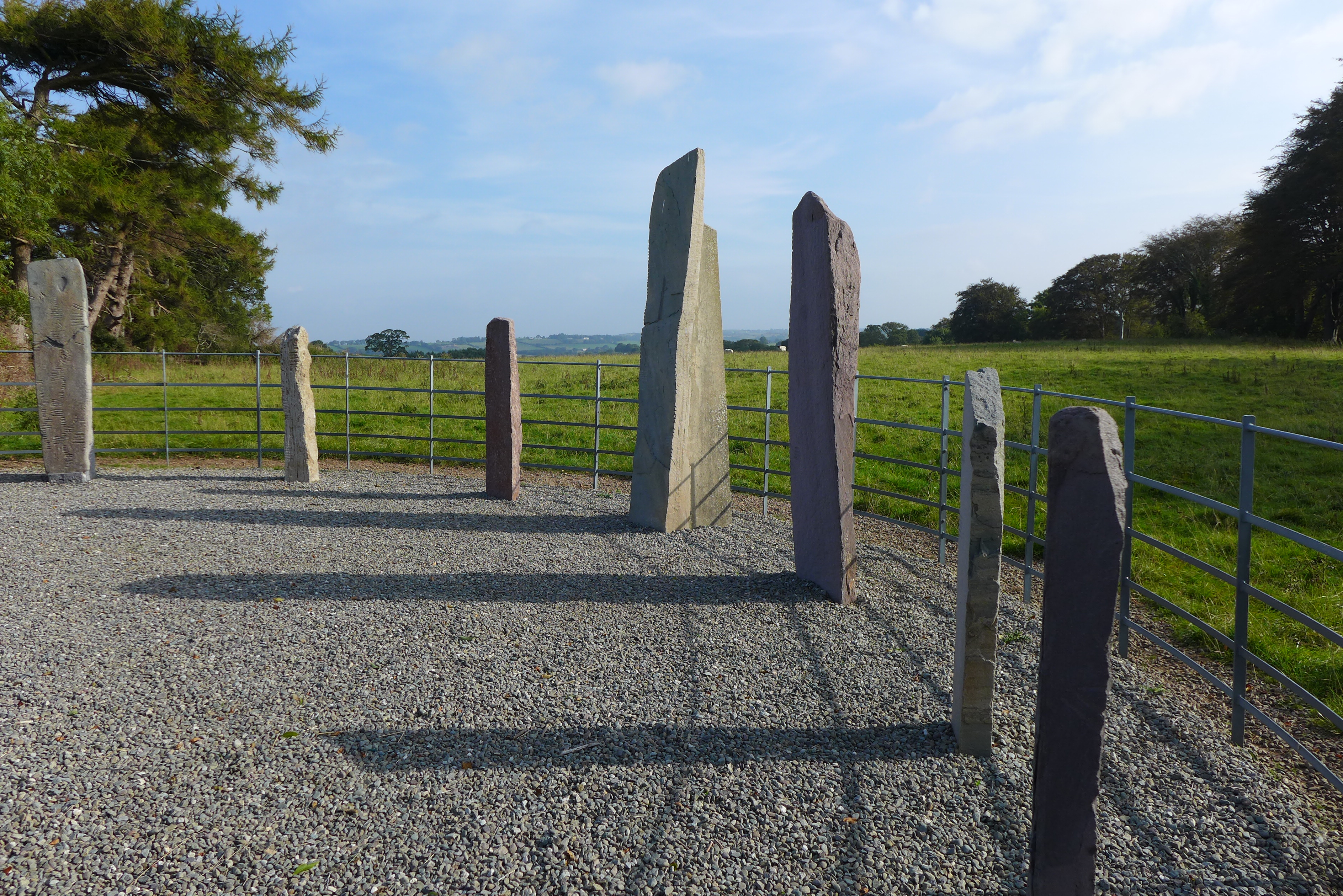
Oghamsteine von Dunloe

Die acht Oghamsteine von Dunloe (irisch Dún Lóich) stehen seit Mitte des 20. Jahrhunderts in einer Einfriedung nahe der Straße zwischen Beaufort und dem Eingang zur Schlucht Gap of Dunloe (irisch Bearna an Choimín) nahe Dunloe Castle (irisch Caisleán Dhún Lóich) im County Kerry in Irland. 
Die Serie besteht aus sieben Oghamsteinen, die vom 1838 entdeckten Souterrain vom nahen Coolmagort (irisch Cúil Má Ghort) hierher versetzt wurden, der erste Stein stammt aus der zerstörten Kirche in Kilbonane (irisch Cill Bheanáin), das südwestlich an der R569 liegt. Die Inschriften der Steine sind weitgehend gut erhalten. 
- Stein 1 ist aus rotem Sandstein; 2,05 m hoch, 0,45 m breit und 0,2 m dick
- Stein 2 ist der größte; 2,59 m hoch, 0,43 m breit und 0,15 m dick
- Stein 3 ist 1,22 m hoch, 0,28 m breit und 0,11 m dick
- Stein 4 ist aus rotem Sandstein; 1,42 m hoch, 0,30 m breit und 0,18 m dick
- Stein 5 ist schwerer beschädigt; 1,3 m hoch, 0,46 m breit und 0,11 m dick
- Stein 6 ist auch beschädigt;  1,35 m hoch, 0,24 m breit und 0,18 m dick
- Stein 7 ist der kleinste; 0,81 m hoch, 0,24 m breit und 0,07 m dick
- Stein 8 1,91 m hoch, 0,41 m breit und 0,18 m dick

Nummerierung der Inschriften in Ogham-Schrift und Lesung nach Robert Alexander Stewart Macalister (1870–1950) Corpus Inscriptionum Insularum Celticarum (CIIC):
- Stein 1, 241: ᚁ[ᚐᚔᚇ]ᚐᚌᚅᚔᚋᚐᚊᚔᚐᚇᚇᚔᚂᚑᚅᚐ || ᚅ(ᚐ)ᚌ[ᚓ]ᚅᚔ(ᚋᚒᚉᚑᚁᚐᚔ)ᚇ[ᚐ]ᚅ[ \\ ᚅᚔᚏ<«<<ᚋᚅ[ᚔ]ᚇᚐᚌᚅᚔᚓᚄᚄᚔᚉᚑᚅᚔᚇᚇᚐᚂ[ || ᚐᚋᚔᚈᚁᚐᚔᚇᚐᚌᚅᚔ 

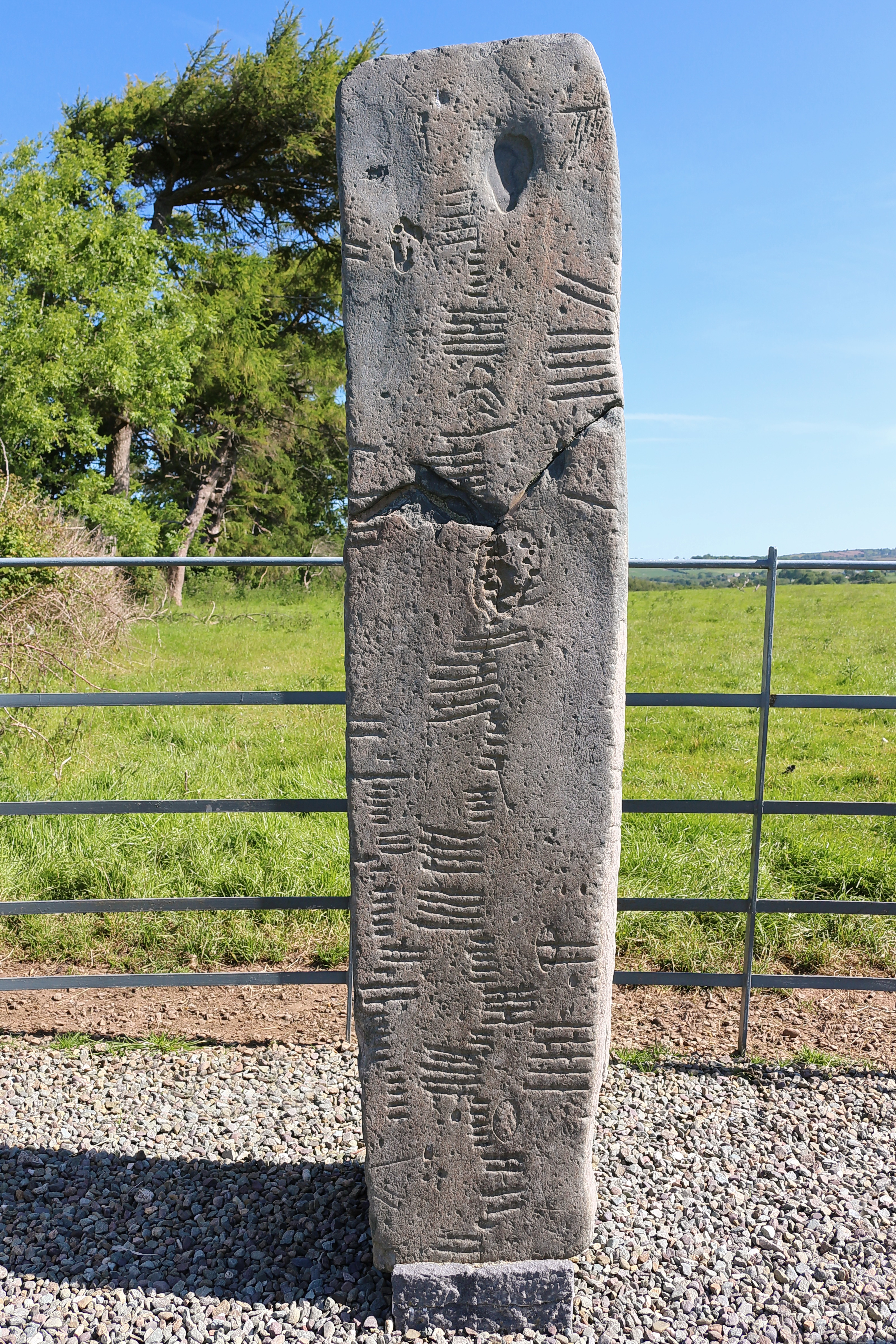
Dunloe−Stein 1, CIIC 241

B[AID]AGNI MAQI ADDILONA || NAGUNI MUCO BAIDANI \\ NIR<«<<]M(N)[ID]AGNIESSICONIDDAL[ || AMIT BAIDAGNI[1]
- Stein 2, 202: ᚅᚔ(ᚑ)ᚇᚉᚃᚏ(ᚓ)ᚉᚉᚋᚐᚊᚒ[ || ](ᚌ)ᚅ[ NI(O)TTVR(E)CCMAQ[I || ](G)N[[2]
- Stein 3, 200: ᚋᚐᚊᚔᚈᚈᚐᚂᚋᚐᚊᚔᚃᚑᚏᚌᚑᚄᚋᚐᚊᚔᚋᚒ/ᚉ)ᚑᚔᚈᚑᚑᚉᚐᚉ MAQITTAL MAQI VORGOS MAQI MU(C)OI TOICAC[3]
- Stein 4, 198: ᚋᚐᚊᚔᚏᚔᚈᚓᚐᚄᚋᚐᚊᚔᚋᚐᚊᚔᚇᚇᚒᚋᚔᚂᚓᚐᚄ || ᚋᚒᚉᚑᚔᚈᚑᚔᚉᚐᚉᚔ MAQI-RITEAS MAQI MAQI-DDUMILEAS MUCOI TOICACI[4]
- Stein 5, 197: ᚇᚓᚌᚑ⌐ᚄᚋᚐᚊᚔᚋᚑᚉᚑᚔᚈᚑᚔᚉᚐᚕᚔ DEGOS MAQI MOCOI TOICAKI[5]
- Stein 6, 199: ᚉᚒᚅᚐᚉᚓᚅᚐ CUNACENA[6]
- Stein 7, 201 weitgehend unleserlich[7]
- Stein 8, 203: ᚋᚐᚊᚔᚇᚓᚉᚓᚇᚐᚋᚐᚇ[ MAQIDECEDA MA[Q[8]